# 弗里德里希·席勒
约翰·克里斯托夫·弗里德里希·冯·席勒（德語：Johann Christoph Friedrich von Schiller，1759年11月10日—1805年5月9日），18世纪德意志文学家、哲学家、历史学家和剧作家，德國启蒙文学的与“狂飙突进运动”的代表人物，被认为为德语文学史上地位仅次于歌德的古典作家。

## 早年经历与创作
席勒出生于神聖羅馬帝國符腾堡的小城马尔巴赫的贫穷市民家庭，他的父亲是军医，母亲是面包师的女儿。席勒童年时代就对诗歌、戏剧有浓厚的兴趣。1768年入拉丁语学校学习，但1773年被公爵强制选入他所创办的军事学校，接受严格的军事教育。诗人舒巴特曾称这座军事学校是“奴隶养成所”。
在军事学校上学期间，席勒结识了心理学教师阿尔贝，并在他的影响下接触到了莎士比亚、卢梭、歌德等人的作品，这促使席勒坚定的走上文学创作的道路。从1776年开始，席勒就在杂志上发表一些抒情诗。而且，在军校读书期间，席勒逐渐形成了自己的反专制思想。1777年，席勒开始创作剧本《强盗》，1781年完成，次年1月在曼海姆上演，引起了巨大的反响。据一些史料记载，当时的剧院就如同疯人院一样，人们潮水般的涌入狭窄的礼堂观赏戏剧，有些评论家甚至认为席勒就是德国的莎士比亚。
《强盗》之所以受到如此热烈的欢迎，是因为作品中蕴涵的反专制思想深切的迎合了彼时德国青年的心理。此时德国的“狂飙突进运动”已经发展至高潮，而《强盗》一剧的主人公卡尔就是一个典型的狂飙突进青年形象。他不满于专制与格局并存的社会现状，却又无力改变。他追求自由，对当时的社会提出挑战，是典型的叛逆者，最后却只能悲剧收场。
《强盗》取得成功之后，席勒进入了生命中的第一个旺盛的创作期。从1782年至1787年，席勒相继完成了悲剧《阴谋与爱情》（1784年）、《欢乐颂》（1785年）诗剧《唐·卡洛斯》（1787年）等。
《阴谋与爱情》是席勒青年时代创作的高峰，它与歌德的《少年维特之烦恼》同是狂飙突进运动最杰出的成果。此剧揭露上层统治阶级的腐败生活与宫廷中尔虞我诈的行径。《阴谋与爱情》无论在结构上还是题材上都是德国市民悲剧的典范。席勒摒弃了创作《强盗》时惯用的长篇大论，而是改用简洁的语言进行讽刺。来自市民阶层的人物路易丝与宰相的对话：“我可以为你奏一曲柔板，但娼妓买卖我是不做的……如果要我递交一份申请，我一定恭恭敬敬；但是对待无礼的客人，我就会把他撵出大门！”直接质问德国社会严格的等级制度，具有乌托邦色彩。
诗剧《唐·卡洛斯》以16世纪西班牙的宫闱故事为背景，以生动的情节表达作者的理想：通过开明君主施行社会改良。这个剧本是席勒创作风格的转折点，表明他已经由狂飙突进时的激进革命精神转化为温和的改良思想。此后，席勒青年时代的创作宣告结束。

## 与歌德的合作和后期创作

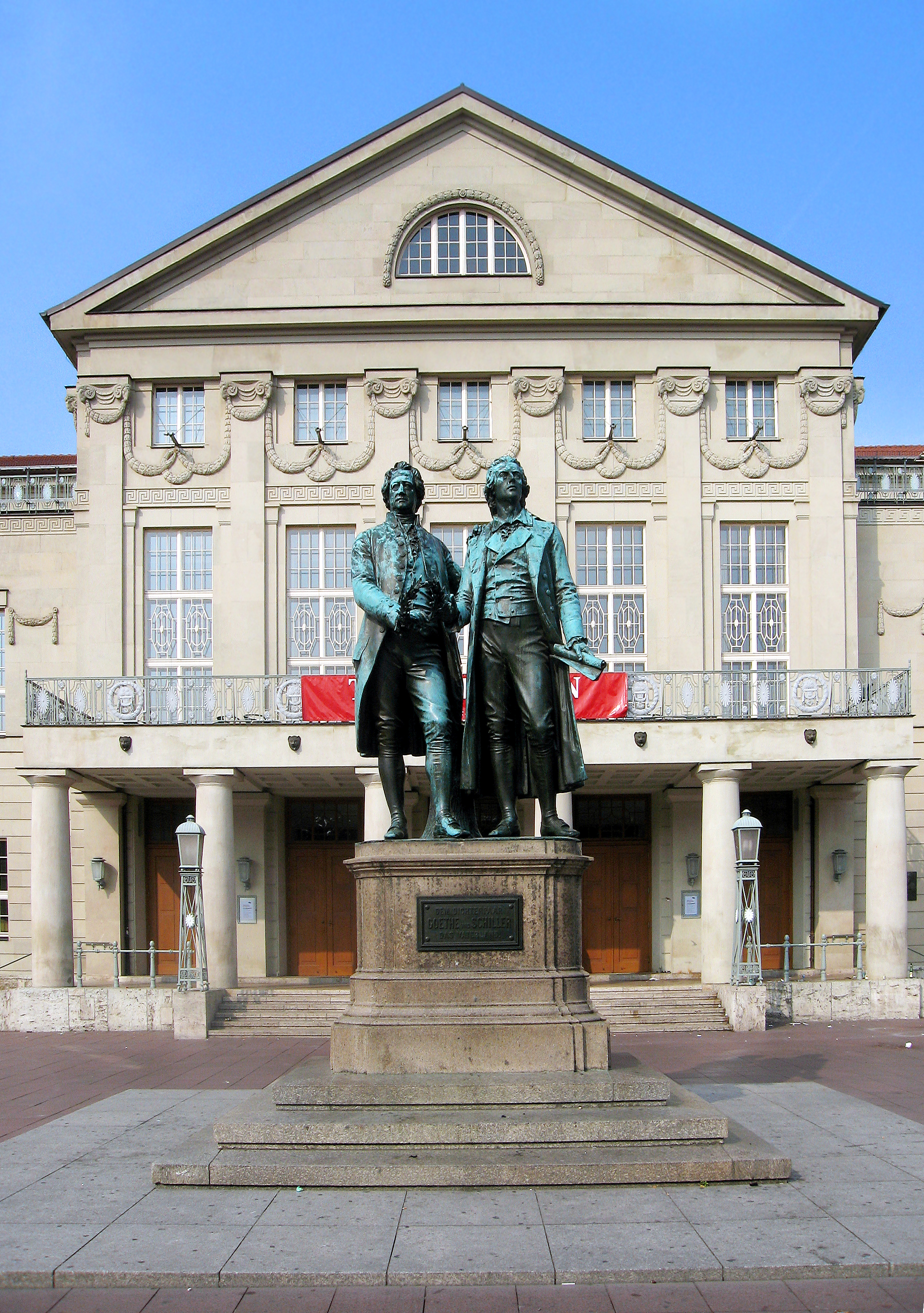
位于魏玛的歌德与席勒雕塑

1787年，席勒前往魏玛；次年，在歌德的举荐下任耶拿大学历史教授。从1787年到1796年，席勒几乎没有进行文学创作，而是专事历史和美学的研究，并沉醉于康德哲学之中。法国大革命时期，席勒发表美学论著《论人类的审美教育书简》（1795年），曲折的表达了席勒对暴风骤雨般的资产阶级革命的抵触情绪。他主张只有培养品格完善、境界崇高的人才能够进行彻底的社会变革。这也是在《唐·卡洛斯》中宣扬的开明君主思想的延续。尽管如此，席勒始终没有放弃寻求德国统一和德国人民解放的道路。他的美学研究和社会变革等问题结合得非常密切。
1794年，席勒与歌德结交，并很快成为好友。在歌德的鼓励下，席勒于1796年重新恢复文学创作，进入了一生之中第二个旺盛的创作期，直至去世。这一时期席勒的著名剧作包括《华伦斯坦三部曲》（1799年）、《玛丽亚·斯图亚特》（1801年）、《奥尔良的姑娘》（1802年）、《墨西拿的新娘》（1803年）、《威廉·退尔》（1803）等等。这一时期席勒创作的特点是以历史题材为主，善于营造悲壮、雄浑的风格，主题也贴近宏大的社会变革题材。
《威廉·退尔》是这一时期席勒的重要剧作。戏剧取材于14世纪瑞士英雄猎人威廉·退尔的传说。这一题材原本是歌德在瑞士搜集到的，他将其无私赠予席勒。席勒从未去过瑞士，却将这一传说诠释得极为生动。瑞士人为了感激席勒，把退尔传说发生地四州湖沿岸的一块极为壮观的巨岩石命名为“席勒石”。《威廉·退尔》以瑞士独立斗争为背景，在歌颂民族英雄的同时也歌颂努力争取民族解放的壮举，在欧洲范围内引起极大反响。
除戏剧创作外，这一时期席勒还和歌德合作创作了很多诗歌，并创办文学杂志和魏玛歌剧院。歌德的创作风格对席勒产生了很大影响。1796年，两人共写了上千首诗歌，而歌德的名作《威廉·迈斯特》和《浮士德》第一部也是在这一时期成形的。
总体来说，席勒这一时期的创作是古典主义风格的，早年的浪漫激情已经几近消失。席勒和歌德合作的这段时间被称为德国文学史上的“古典主义”时代。

## 作品

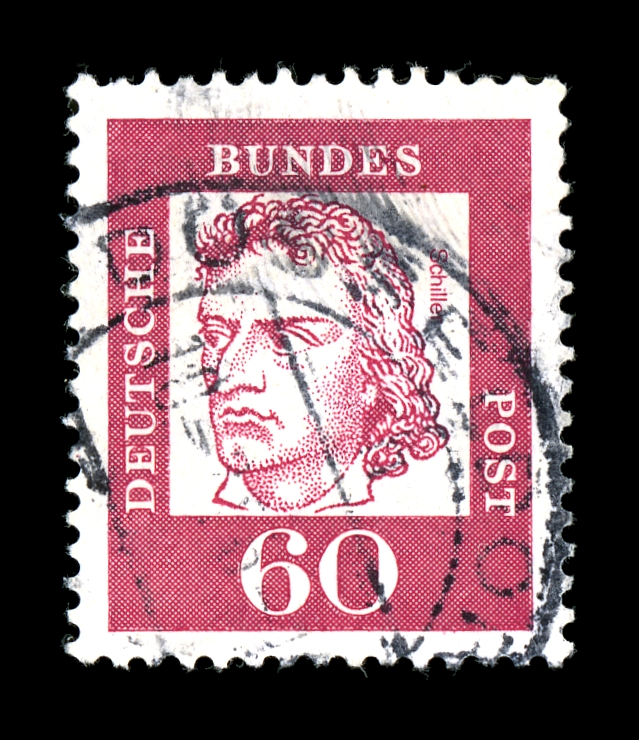
弗里德里希·馮·席勒

### 戏剧
- 《强盗》 (1781年)
- 《阴谋与爱情》 (1784年)
- 《唐·卡洛斯》 (1787年)
- 《华伦斯坦三部曲》 (1800年)[1]
- 《奥尔良的姑娘》(1801年)
- 《玛丽·斯图亚特（德语：Maria Stuart (Drama)）》 (1801年)
- 《墨西拿的新娘》 (1803年)
- 《威廉·退尔》 (1804年)
- 《德梅特里乌斯》 (未完成)

### 史学
- 《尼德兰的反叛》
- 《三十年战争史》
- 《蛮族入侵、十字军东征和中世纪》

### 散文
- 《審美教育書簡》

### 译作
- 欧里庇得斯，《伊菲格尼亚在奥利斯》
- 威廉·莎士比亚，《麦克白》

### 诗歌
- 《欢乐颂》，(1785年)
- 《艺术家》
- 《铃声》
- 《哥伦布》
- 《希望》
- 《全副武装的神马》
- 《手套》